# Furrundum
Furrundum ou furrundu é um doce típico da culinária da Paulistânia, sendo encontrado na culinária do Vale do Paraíba, no estado de São Paulo, e na baixada cuiabana, na região do pantanal mato-grossense. É feito de cidra ralada ou de mamão verde ralado com rapadura derretida ou açúcar mascavo.
Em O dialeto caipira, de Amadeu Amaral, existe referência a este doce.